# Associazione Calcio Femminile Milan 2005-2006
Questa voce raccoglie le informazioni riguardanti la Associazione Calcio Femminile Milan nelle competizioni ufficiali della stagione 2005-2006.

## Rosa
Rosa aggiornata alla fine della stagione.
| N. |                   | Ruolo | Calciatrice        |
| -- | ----------------- | ----- | ------------------ |
|    | Italia (bandiera) | P     | Monica Di Bernardo |
|    | Italia (bandiera) | D     | Maruska Bernardi   |
|    | Italia (bandiera) | D     | Barbara Bresciani  |
|    | Italia (bandiera) | D     | Emanuela Celentano |
|    | Italia (bandiera) | D     | Sabrina Ghinazzi   |
|    | Italia (bandiera) | D     | Valeria Glino      |
|    | Italia (bandiera) | D     | Giulia Pagano      |
|    | Italia (bandiera) | D     | Giulia Perelli     |
|    | Italia (bandiera) | D     | Marinella Piolanti |
|    | Italia (bandiera) | D     | Sonia Quitadamo    |
|    | Italia (bandiera) | C     | Silvia Casali      |

| N. |                   | Ruolo | Calciatrice        |
| -- | ----------------- | ----- | ------------------ |
|    | Italia (bandiera) | C     | Arianna Dudine     |
|    | Italia (bandiera) | C     | Federica Laddaga   |
|    | Italia (bandiera) | C     | Sara Lanzarin      |
|    | Italia (bandiera) | C     | Bianca Maria Lenci |
|    | Italia (bandiera) | C     | Ilenia Sancassani  |
|    | Italia (bandiera) | A     | Alice Cama         |
|    | Italia (bandiera) | A     | Sonia Cammarata    |
|    | Italia (bandiera) | A     | Erica Croce        |
|    | Italia (bandiera) | A     | Teresina Marsico   |
|    | Italia (bandiera) | A     | Roberta Ulivi      |

## Calciomercato

### Sessione estiva
| Acquisti | Acquisti          | Acquisti          | Acquisti   |
| R.       | Nome              | da                | Modalità   |
| -------- | ----------------- | ----------------- | ---------- |
| D        | Giulia Perelli    | Atletico Oristano | definitivo |
| C        | Ilenia Sancassani | Bardolino Verona  | definitivo |

| Cessioni | Cessioni | Cessioni | Cessioni |
| R.       | Nome     | a        | Modalità |
| -------- | -------- | -------- | -------- |
|          |          |          |          |

### Sessione invernale
| Acquisti | Acquisti       | Acquisti | Acquisti   |
| R.       | Nome           | da       | Modalità   |
| -------- | -------------- | -------- | ---------- |
| C        | Arianna Dudine | Atalanta | svincolata |

| Cessioni | Cessioni | Cessioni | Cessioni |
| R.       | Nome     | a        | Modalità |
| -------- | -------- | -------- | -------- |
|          |          |          |          |

## Risultati

### Serie A

#### Girone di andata
| Agliana 9 ottobre 2005, ore 15:00 CEST 1ª giornata                 | Agliana   | 1 – 2 referto         | ACF Milan | Stadio comunale Germano Bellucci |
| \| \| \| \| \| Ercoli 86’ \| Marcatori \| 45’ Piolanti 73’ Cama \| |           |                       |           |                                  |
|                                                                    |           |                       |           |                                  |
| Ercoli 86’                                                         | Marcatori | 45’ Piolanti 73’ Cama |           |                                  |

| Arbitro: | Mauri (Trento) |

|                           |           |            |
| Cama 28’, 50’ Marsico 58’ | Marcatori | 71’ Panico |

| Arbitro: | Andrea Zambelli (Brescia) |

|               |           |             |
| Camporese 40’ | Marcatori | 56’ Marsico |

| Arbitro: | Fiori |

|                                                                                    |           |  |
| Marsico 3’, 15’, 29’ Croce 24’, 33’ Perelli 50’ Ulivi 57’ Cama 65’, 79’ Casali 83’ | Marcatori |  |

| Arbitro: | Lanza |

|                  |           |            |
| Marsico 47’, 56’ | Marcatori | 33’ Dudine |

| Arbitro: | Podestà (Rimini) |

|                       |           |             |
| Vicchiarello 23’, 78’ | Marcatori | 25’ Perelli |

| Arbitro: | Corbino (Alessandria) |

|  |           |           |
|  | Marcatori | 38’ Costi |

| Arbitro: | Princic (Trieste) |

|                       |           |                  |
| Mauro 22’ Bucovaz 89’ | Marcatori | 24’, 57’ Marsico |

| Arbitro: | Simone Sgheiz |

|          |           |                          |
| Cama 31’ | Marcatori | 49’ Pedersen 55’ Guarino |

| Arbitro: | Alessandro Rottoli (Bergamo) |

|           |           |  |
| Greco 72’ | Marcatori |  |

| Arbitro: | Brassi (Seregno) |

|             |           |                |
| Perelli 11’ | Marcatori | 54’ Colasuonno |

#### Girone di ritorno
| Arbitro: | Claudio Lanza (Nichelino) |

|           |           |  |
| Croce 39’ | Marcatori |  |

| Arbitro: | Ricciardelli |

|  |           |                |
|  | Marcatori | 26’ Sancassani |

| 18 febbraio 2006, ore 14:30 CET 14ª giornata | ACF Milan | 0 – 0 referto | Bardolino Verona | (ca. 50 spett.)\| Arbitro: \| Reali \| |
| Arbitro:                                     | Reali     |               |                  |                                        |

| Oristano 4 marzo 2006, ore 15:00 CET 15ª giornata                                | Atletico Oristano | 0 – 6 referto                                  | ACF Milan | Stadio comunale Tharros (ca. 100 spett.) |
| \| \| \| \| \| \| Marcatori \| 5’, 22’, 73’ Marsico 14’, 66’ Croce 33’ Dudine \| |                   |                                                |           |                                          |
|                                                                                  |                   |                                                |           |                                          |
|                                                                                  | Marcatori         | 5’, 22’, 73’ Marsico 14’, 66’ Croce 33’ Dudine |           |                                          |

| Arbitro: | Silvia Belotti (Bergamo) |

|  |           |                              |
|  | Marcatori | 31’ Perelli 48’, 76’ Marsico |

| Arbitro: | Scrimi |

|             |           |                  |
| Marsico 53’ | Marcatori | 87’ Vicchiarello |

| Arbitro: | Bertasi (Verona) |

|           |           |             |
| Costi 51’ | Marcatori | 68’ Marsico |

| Arbitro: | Edoardo Quadranti (Como) |

|                |           |                         |
| Sancassani 65’ | Marcatori | 23’ Donà 79’ Di Filippo |

| Arbitro: | Gabbrielli (Oristano) |

|                           |           |          |
| Ricco 35’, 51’ Ceroni 87’ | Marcatori | 18’ Cama |

| Arbitro: | Perrotta (Biella) |

|  |           |             |
|  | Marcatori | 18’ Gazzoli |

| Bojano 20 maggio 2006, ore 15:00 CEST 22ª giornata | M. Matese Bojano | 0 – 0 referto | ACF Milan | (ca. 50 spett.) |

### Coppa Italia

#### Primo turno
Girone 7
| 4 settembre 2005 | ACF Milan | 3 – 1 | Como 2000 |  |

| 10 settembre 2005 | ACF Milan | 0 – 0 | Riozzese |  |

| Tradate 2 ottobre 2005 | Tradate Abbiate | 0 – 3 | ACF Milan | Stadio comunale |

| Monza 14 gennaio 2006 | Fiammamonza | 0 – 1 | ACF Milan |  |

#### Quarti di finale
| Agliana 25 febbraio 2006 | Agliana | 1 – 0 | ACF Milan | Stadio comunale Germano Bellucci |

## Statistiche

### Statistiche di squadra
| Competizione | Punti | In casa | In casa | In casa | In casa | In casa | In casa | In trasferta | In trasferta | In trasferta | In trasferta | In trasferta | In trasferta | Totale | Totale | Totale | Totale | Totale | Totale | DR  |
| Competizione | Punti | G       | V       | N       | P       | Gf      | Gs      | G            | V            | N            | P            | Gf           | Gs           | G      | V      | N      | P      | Gf     | Gs     | DR  |
| ------------ | ----- | ------- | ------- | ------- | ------- | ------- | ------- | ------------ | ------------ | ------------ | ------------ | ------------ | ------------ | ------ | ------ | ------ | ------ | ------ | ------ | --- |
| Serie A      | 31    | 11      | 4       | 3       | 4       | 20      | 10      | 11           | 4            | 4            | 3            | 18           | 11           | 22     | 8      | 7      | 7      | 38     | 21     | +17 |
| Coppa Italia | -     | 2       | 1       | 1       | 0       | 3       | 1       | 2            | 2            | 0            | 0            | 4            | 0            | 4      | 3      | 1      | 0      | 7      | 1      | +6  |
| Totale       | -     | 13      | 5       | 4       | 4       | 23      | 11      | 13           | 6            | 4            | 3            | 22           | 11           | 26     | 11     | 8      | 7      | 45     | 24     | +23 |

### Statistiche delle giocatrici
| Giocatore      | Serie A  | Serie A | Serie A     | Serie A    | Coppa Italia | Coppa Italia | Coppa Italia | Coppa Italia | Totale   | Totale | Totale      | Totale     |
| Giocatore      | Presenze | Reti    | Ammonizioni | Espulsioni | Presenze     | Reti         | Ammonizioni  | Espulsioni   | Presenze | Reti   | Ammonizioni | Espulsioni |
| -------------- | -------- | ------- | ----------- | ---------- | ------------ | ------------ | ------------ | ------------ | -------- | ------ | ----------- | ---------- |
| M. Bernardi    | ?        | 0       | ?           | ?          | ?            | ?            | ?            | ?            | ?        | 0+     | ?           | ?          |
| B. Bresciani   | ?        | 0       | ?           | ?          | ?            | ?            | ?            | ?            | ?        | 0+     | ?           | ?          |
| A. Cama        | ?        | 7       | ?           | ?          | ?            | ?            | ?            | ?            | ?        | 7+     | ?           | ?          |
| S. Cammarata   | ?        | 0       | ?           | ?          | ?            | ?            | ?            | ?            | ?        | 0+     | ?           | ?          |
| S. Casali      | ?        | 1       | ?           | ?          | ?            | ?            | ?            | ?            | ?        | 1+     | ?           | ?          |
| E. Celentano   | ?        | 0       | ?           | ?          | ?            | ?            | ?            | ?            | ?        | 0+     | ?           | ?          |
| E. Croce       | ?        | 5       | ?           | ?          | ?            | ?            | ?            | ?            | ?        | 5+     | ?           | ?          |
| M. Di Bernardo | ?        | 0       | ?           | ?          | ?            | ?            | ?            | ?            | ?        | 0+     | ?           | ?          |
| A. Dudine      | ?        | 1       | ?           | ?          | ?            | ?            | ?            | ?            | ?        | 1+     | ?           | ?          |
| S. Ghinazzi    | ?        | 0       | ?           | ?          | ?            | ?            | ?            | ?            | ?        | 0+     | ?           | ?          |
| V. Glino       | ?        | 0       | ?           | ?          | ?            | ?            | ?            | ?            | ?        | 0+     | ?           | ?          |
| F. Laddaga     | ?        | 0       | ?           | ?          | ?            | ?            | ?            | ?            | ?        | 0+     | ?           | ?          |
| S. Lanzarin    | ?        | 0       | ?           | ?          | ?            | ?            | ?            | ?            | ?        | 0+     | ?           | ?          |
| B. M. Lenci    | ?        | 0       | ?           | ?          | ?            | ?            | ?            | ?            | ?        | 0+     | ?           | ?          |
| T. Marsico     | ?        | 16      | ?           | ?          | ?            | ?            | ?            | ?            | ?        | 16+    | ?           | ?          |
| G. Pagano      | ?        | 0       | ?           | ?          | ?            | ?            | ?            | ?            | ?        | 0+     | ?           | ?          |
| G. Perelli     | ?        | 4       | ?           | ?          | ?            | ?            | ?            | ?            | ?        | 4+     | ?           | ?          |
| M. Piolanti    | ?        | 1       | ?           | ?          | ?            | ?            | ?            | ?            | ?        | 1+     | ?           | ?          |
| S. Quitadamo   | ?        | 0       | ?           | ?          | ?            | ?            | ?            | ?            | ?        | 0+     | ?           | ?          |
| I. Sancassani  | ?        | 2       | ?           | ?          | ?            | ?            | ?            | ?            | ?        | 2+     | ?           | ?          |
| R. Ulivi       | ?        | 1       | ?           | ?          | ?            | ?            | ?            | ?            | ?        | 1+     | ?           | ?          |